# سايكو-باس
 سايكو-باس (باليابانية: サイコパス، بالروماجي: Saiko Pasu) (بالإنجليزية:  Psycho-Pass)‏ مسلسل أنمي ياباني تلفزيوني من إنتاج استوديو برودكشن آي جي عرض الموسم الأول من الأنمي في 12 أكتوبر عام 2012 وانتهى عرضه في 22 مارس عام 2013 وعرض الموسم الثاني من الأنمي في 10 أكتوبر عام 2014، وانتهى عرضه في 19 ديسمبر عام 2014 من إنتاج استوديو تاتسونكو برودكشن.

## القصة
تدور احداث القصة في مستقبل في اليابان وبسبب انتشار الجرائم والقتل قام مجموعة من الأشخاص بختراع نظام (سبل) (باليابانية:  ム ビ ュ ラ シ ス テ テ، بالروماجي:  Shibyura Shisutemu)، وهي شبكة قوية من الماسحات الضوئية النفسية، تقوم بقياس التشخيص النفسي الخاص بالسكان. يسمى التقييم الناتج بـ (Psycho-Pass) (باليابانية: イ コ パ ス، بالروماجي:  Saikopasu)، عندما تزداد معامل جريمة لدى الفرد عند أرتكاب جريمة، يتم متابعته أو اعتقاله أو قتله إذا لزم الأمر من قبل قوات الشرطة. ضباط النخبة الذين يطلق عليهم «المنفذون» مزودون بمسدسات كبيرة تسمى «الدومينيون»، وهي أسلحة خاصة لا يتم تفعيلها إلا عندما تستهدف المشتبه بهم الذين لديهم معاملات جرائم أعلى من المسموح بها. يتم اختيار المُنفذين الذين يملكون معامل الجريمة العالية للعمل مع الشرطة، مما يجعلهم «مجرمين كامنين». يتم الإشراف عليهم من قبل مفتشي الشرطة الذين يتمتعون بالسلطة القضائية لإطلاق النار عليهم إذا ما شكلوا خطراً على السكان.

## الشخصيات

### الموسم الأول
أكاني تسونيموري (باليابانية: 常守 朱، بالروماجي: Tsunemori Akane)
مؤدية الصوت: كانا هانازاوا
كوغامي شينيا (باليابانية: 狡噛 慎也، بالروماجي: Kōgami Shinya)
مؤدي الصوت: توموكازو سيكي
نوبوتشيكا غينوزا (باليابانية: 宜野座 伸元، بالروماجي: Ginoza Nobuchika)
مؤدي الصوت: كينجي نوجيما
ماساوكا تومومي (باليابانية: 征陸 智己، بالروماجي: Masaoka Tomomi)
مؤدي الصوت: كيريو أريموتو
شوسي كاغاري (باليابانية: 縢 秀星، بالروماجي: Kagari Shūsei)
مؤدي الصوت: أكيرا إيشيدا
يايوي كونيزوكا (باليابانية: 六合塚 弥生، بالروماجي: Kunizuka Yayoi)
مؤدية الصوت: شيزوكا إيتو
شينو كارانوموري (باليابانية: 唐之杜 志恩، بالروماجي: Karanomori Shion)
مؤدية الصوت: ميوكي ساواشيرو
جوشو كاسي (باليابانية: 禾生 壌宗، بالروماجي: Kasei Jōshū)
مؤدية الصوت: يوشيكو ساكاكيبارا
ميتسورو ساساياما (باليابانية: 佐々山 光留، بالروماجي: Sasayama Mitsuru)
مؤدي الصوت: شينتارو أسانوما
شوغو ماكيشيما (باليابانية: 槙島 聖護، بالروماجي: Makishima Shōgo)
مؤدي الصوت: تاكاهيرو ساكوراي
غوسون تشي (باليابانية: チェ・グソン، بالروماجي: Che Guson)
مؤدي الصوت: ياسونوري ماستاني
ريكاكو أوريو (باليابانية: 王陵 璃華子، بالروماجي: Ōryō Rikako)
مؤدية الصوت: مايا ساكاموتو
تويوهيسا سينغوجي (باليابانية:  泉宮寺 豊久، بالروماجي: Sengūji Toyohisa)
مؤدي الصوت: كاتسومي تشو

### الموسم الثاني
ميكا شيموتسوكي (باليابانية: 霜月 美佳، بالروماجي: Shimotsuki Mika)
مؤدية الصوت: أياني ساكورا
ساكويا توغاني (باليابانية: 東金 朔夜، بالروماجي: Tōgane Sakuya)
مؤدي الصوت: كيجي فوجيوارا
جوجي سايغا (باليابانية: 雑賀 譲二، بالروماجي: Saiga Jōji)
مؤدي الصوت: كازوهيرو ياماجي
ريسا أوياناغا (باليابانية: 青柳 璃彩، بالروماجي: Aoyanagi Risa)
مؤدية الصوت: ماسمي أسانو
ميزوي شيسوي (باليابانية: 酒々井 水絵، بالروماجي: Shisui Mizue)
مؤدية الصوت: مارينا إينوي
كيريتو كاموي (باليابانية: 鹿矛囲 桐斗، بالروماجي: Kamui Kirito)
مؤدي الصوت: ريوهيه كيمورا

## وصلات خارجية
- الموقع الرسمي (باليابانية)
- سايكو-باس على موقع IMDb (الإنجليزية)
- سايكو-باس على موقع نتفليكس (الإنجليزية)
- سايكو-باس على موقع كينوبويسك (الروسية)
- سايكو-باس على موقع قاعدة بيانات الفيلم (الإنجليزية)
- سايكو-باس على موقع ANN anime (الإنجليزية)